# Orientzomus
Genre
Orientzomus est un genre de schizomides de la famille des Hubbardiidae.

## Distribution
Les espèces de ce genre se rencontrent au Japon, aux Philippines et aux îles Marshall.

## Liste des espèces
Selon Schizomids of the World (version 1.0) :
- Orientzomus luzonicus  (Hansen, 1905)
- Orientzomus ralik  Cokendolpher & Reddell, 2000
- Orientzomus sawadai  (Kishida, 1930)

## Publication originale
- Cokendolpher & Tsurusaki, 1994 : Schizomida (Arachnida) of the Mariana Islands, Micronesia. Scientific Report on the Results of the Biological Expedition to the Northern Mariana Islands. Natural History Research Special Issue, no 1, p. 195-198 (texte intégral).